# Осси Освальда
Осси Освальда (нем. Ossi Oswalda; урождённая Освальда Амалия Анна Штеглих, Oswalda Amalie Anna Stäglich; 2 февраля 1899 или 2 февраля 1897, Нидершёнхаузен, Панков — 17 июля 1947, Жамберк) — немецкая актриса немого кино.

## Биография
Освальда родилась 2 февраля 1899 года в пригороде Берлина Нидершёнхаузен в семье гимназического учителя. С детства она занималась балетом, затем танцевала при Берлинском театре и в 1916 году дебютировала в кино в фильме Рихарда Освальда «Ужас в ночи». Затем журналист Ханс Крели порекомендовал начинающую актрису Эрнсту Любичу (он был сценаристом четырёх его фильмов), и в том же 1916 году режиссёр пригласил Осси в свою картину «Обувной дворец Пинкуса».
Их совместная работа прошла успешно, и Любич в последующие пять лет много снимал актрису — всего она появилась в пятнадцати его фильмах. После успеха их первого совместного фильма постановщик позже вспоминал о начале их сотрудничества: «Она имела такой успех, что я решил приглашать её в свои фильмы, а самому работать только режиссёром». Вскоре темпераментная игра Осси завоевала любовь публики и её окрестили немецкой Мэри Пикфорд.
В 1921 году Осси и её супруг барон Густав фон Кошин организовали собственную кинокомпанию, но за четыре года им удалось выпустить всего четыре фильма. Во всех этих картинах режиссёром выступил Виктор Янсон, а Осси сыграла ведущие роли.
В 1925 году актриса подписала контракт с UFA и до 1929 года довольно успешно снималась в комедиях — таких как «Девушка под покровительством» (1925), «Рискованная поездка» (1926) и «Отчаянная ночь» (1926).
Наступление эры звукового кино положило конец карьере Осси. Появившись в 1930 и 1933 годах всего в двух звуковых картинах — «Целомудренный Йозеф» и «Звезда Валенсии», она ушла из кино и стала играть в театре. В 1943 году она написала сценарий к чешской картине «Четырнадцатый за столом», и с тех пор об актрисе больше не вспоминали. 
Осси Освальда скончалась в Праге в нищете и полном забвении.
Короткий некролог опубликован 21 марта 1947 года в нью-йоркском немецкоязычном еженедельнике Aufbau. Смерть актрисы упомянута одной фразой 24 июля в немецком еженедельнике Die Zeit.